# Hohenau an der Raab
Hohenau an der Raab ist eine ehemalige Gemeinde mit 1250 Einwohnern (Stand: 1. Jänner 2023) in der Steiermark.
Im Rahmen der Gemeindestrukturreform in der Steiermark ist sie seit 2015 mit den Gemeinden Passail, Arzberg und Neudorf bei Passail zusammengeschlossen,
die neue Gemeinde wird den Namen Marktgemeinde Passail weiterführen. Grundlage dafür ist das Steiermärkische Gemeindestrukturreformgesetz – StGsrG.

## Geographie
Hohenau an der Raab liegt im Ostteil des Passailer Kessels des Grazer Berglands im Bezirk Weiz, Region Almenland. Das ehemalige Gemeindegebiet erstreckt sich von der Weizklamm im Osten bis nach Passail im Westen sowie von den Sattelbergen im Süden bis zum Almengebiet Teichalm/Sommeralm im Norden.
Der höchste Punkt ist der Siebenkögel mit 1409 m im Almenlandgebiet.
Der Fluss Raab entspringt in der Gemeinde am Fuße des Ossers, dessen Gipfel sich aber nicht in Hohenau befindet. Der Bach verlässt die Gemeinde und fließt nach Passail.

### Gemeindegliederung
Das Gemeindegebiet umfasste folgende vier Ortschaften (in Klammern Einwohnerzahl Stand 1. Jänner 2024):
- Auen (236)
- Haufenreith (292)
- Hohenau an der Raab (462)
- Krammersdorf (258)

Die Gemeinde bestand aus den Katastralgemeinden Haufenreith, Hohenau und Kramersdorf.

### Nachbargemeinden bis Ende 2014
| Fladnitz an der Teichalm | Sankt Kathrein am Offenegg                  | Sankt Kathrein am Offenegg |
| Passail                  | Kompassrose, die auf Nachbargemeinden zeigt | Sankt Kathrein am Offenegg |
| Arzberg                  | Naas                                        | Naas                       |

## Politik
Bürgermeister war Peter Schinnerl (ÖVP). Der Gemeinderat setzte sich nach den Wahlen von 2010 wie folgt zusammen: 10 ÖVP, 5 SPÖ.

### Wappen
Die Verleihung des Gemeindewappens erfolgte mit Wirkung vom 1. Juli 1988.

Blasonierung Wappenbeschreibung:
„In Schwarz ein goldgesäumter mit drei goldenen Ahornblättern belegter blauer Schrägrechtsbalken.“